# اسم‌فامیل

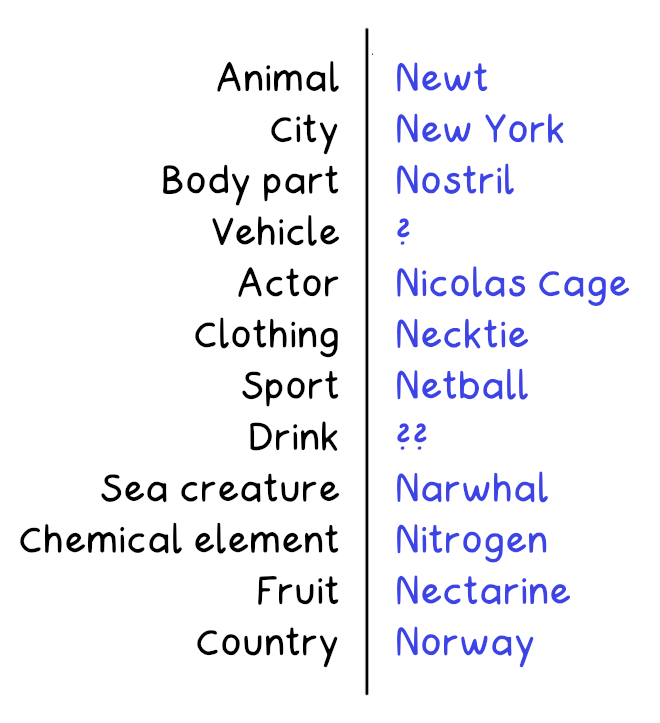
برگه بازی

اسم فامیل یک نوع بازی است که با قلم و کاغذ انجام می‌شود. شرکت‌کنندگان، پس از توافق روی یکی از حروف الفبا، نام موضوعات مختلفی را روی کاغذ می‌نویسند که با آن حروف الفبا آغاز می‌شود. هر زمان که تمام شرکت کنندگان کاغذ خود را پر کردند بازی تمام میشود و امتیاز شماری شروع میشودی 
اگر شرکت کنندگان واژه یکسانی را نوشته باشند، امتیاز کمتری دریافت می‌کنند: مثلاً هر دو بازی‌کننده نام همان میوه را بنویسند.

## اهداف بازی
سرگرمی، افزایش دقت، سرعت عمل، تمرکز، افزایش دامنه لغات و اطلاعات عمومی از اهداف بازی است.

## شرح بازی
تعداد مجاز شرکت‌کنندگان در این بازی نامحدود است. در این بازی شرکت‌کنندگان ابتدا روی کاغذ جدولی رسم می‌کنند که ردیف اول آن مواردی همچون نام، نام خانوادگی، شهر، کشور، رنگ، نام اشیا، نام گل، نام اعضای بدن، نام شغل، نام ورزش، نام حیوان، نام غذا، نام میوه، نام مشاهیر، نام خودرو، نام فیلم و سایر موضوعات نوشته شده‌است.
در مرحله بعد شرکت‌کنندگان روی یکی از حروف الفبا توافق می‌کنند و با شروع بازی سعی می‌کنند تمامی ستون‌های جدول را به نحوی پر کنند که با حرف مشخص شده آغاز شود. این کار با سرعت و مخفیانه انجام می‌گیر
. سپس هر کلمه نوشته شده ستون به ستون مقایسه می‌شود و به هر گزینه امتیاز داده می‌شود. امتیازدهی معمولاً به این شیوه است که اگر کلمه نوشته شده در هر ستون منحصربه‌فرد باشد و فقط یک نفر آن را نوشته باشد ۱۰ امتیاز و اگر کلمات نوشته شده در هر ستون مشترک باشد به نفراتی که مثل هم نوشته باشند ۵ امتیاز و اگر کلمه‌ای نوشته نشده باشد، امتیاز به فرد تعلق نمی‌گیرد و اگر موضوعی را تنها یک نفر پاسخ داده و سایر شرکت کنندگان خالی گذاشته باشند آن فرد بیست امتیاز می‌گیرد. جمع امتیاز ستون‌ها امتیاز فرد در آن مرحله را مشخص می‌کند. پس از چند دور بازی به این شیوه نتایج مجموع شمرده می‌شود و برنده تعیین می‌شود.
در نوع دیگر امتیازدهی، به ازای هر نفر که ستون خالی داشته باشد، ۱۰ امتیاز به دیگران اضافه می‌شود؛ مثلاً اگر بازی ۵ نفره باشد و دو نفر هیچ کلمه‌ای در ستون مورد نظر ننوشته باشند، به سه نفر دیگر علاوه بر امتیاز کلمه خود (برای منحصربه‌فرد ۱۰ امتیاز و برای تکراری ۵ امتیاز بود) ۱۰ امتیاز دیگر نیز اضافه داده می‌شود. در این حالت کسانی که نتوانسته باشند کلمه‌ای را بنویسند به لحاظ امتیازی فاصله زیادی از دیگران پیدا می‌کنند.